# Caratê nos Jogos Olímpicos de Verão de 2020 - Até 61 kg feminino
A categoria kumite até 61 kg feminino do caratê nos Jogos Olímpicos de Verão de 2020 ocorreu no dia 6 de agosto de 2021 no Nippon Budokan, em Tóquio. Um total de 10 caratecas, cada uma representando um Comitê Olímpico Nacional (CON), participaram do evento.

## Qualificação
Um total de 10 competidoras poderiam se qualificar para a categoria até 61 kg do kumite, cada uma representando um CON, conforme abaixo:
- 1 do país-sede, Japão;
- 4 pelo ranking de qualificação olímpica de maio de 2021;
- 3 pelo Torneio de Qualificação Olímpica do Caratê de 2021;
- 2 por representatividade continental ou por convite da Comissão Tripartite.

## Formato
A competição começou com uma fase grupos seguida por uma fase final eliminatória. Cada chave foi composta por cinco caratecas, com a classificada em primeiro lugar no Grupo A enfrentando a que terminou em segundo lugar no Grupo B nas semifinais, e vice-versa. Não houve disputas pela medalha de bronze nos eventos de kumite. As perdedoras das semifinais receberam uma medalha de bronze cada uma.

## Calendário
Horário local (UTC+9)
| Dia         | Horário | Fase           |
| ----------- | ------- | -------------- |
| 6 de agosto | 12:20   | Fase de grupos |
| 6 de agosto | 20:05   | Semifinal      |
| 6 de agosto | 20:40   | Final          |

## Medalhistas
| Ouro   | SRB Jovana Preković              |
| Prata  | CHN Yin Xiaoyan                  |
| Bronze | EGY Giana Farouk TUR Merve Çoban |

## Resultados

### Fase de grupos
Grupo A
| Carateca             | P | V | E | D | Pts | CHN | TUR | VEN | JPN | FRA | Classificação |
| -------------------- | - | - | - | - | --- | --- | --- | --- | --- | --- | ------------- |
| CHN Yin Xiaoyan      | 4 | 4 | 0 | 0 | 8   | —   | 2–2 | 2–0 | 4–2 | 1–0 | Semifinal     |
| TUR Merve Çoban      | 4 | 2 | 0 | 2 | 4   | 2–2 | —   | 6–2 | 4–0 | 0–2 | Semifinal     |
| VEN Claudymar Garcés | 4 | 2 | 0 | 2 | 4   | 0–2 | 2–6 | —   | 8–5 | 8–0 |               |
| JPN Mayumi Someya    | 4 | 1 | 0 | 3 | 2   | 2–4 | 0–4 | 5–8 | —   | 6–3 |               |
| FRA Leïla Heurtault  | 4 | 1 | 0 | 3 | 2   | 0–1 | 2–0 | 0–8 | 3–6 | —   |               |

Grupo B
| Carateca             | P | V | E | D | Pts | SRB | EGY | UKR | PER | MAR | Classificação |
| -------------------- | - | - | - | - | --- | --- | --- | --- | --- | --- | ------------- |
| SRB Jovana Preković  | 4 | 4 | 0 | 0 | 8   | —   | 1–1 | 6–4 | 1–0 | 3–1 | Semifinal     |
| EGY Giana Farouk     | 4 | 3 | 0 | 1 | 6   | 1–1 | —   | 2–1 | 2–0 | 5–0 | Semifinal     |
| UKR Anita Serogina   | 4 | 1 | 1 | 2 | 3   | 4–6 | 1–2 | —   | 6–1 | 1–1 |               |
| PER Alexandra Grande | 4 | 1 | 0 | 3 | 2   | 0–1 | 0–2 | 1–6 | —   | 3–1 |               |
| MAR Btissam Sadini   | 4 | 0 | 1 | 3 | 1   | 1–3 | 0–5 | 1–1 | 1–3 | —   |               |

### Fase final
|  | Semifinal             | Semifinal             |                   |   | Final | Final |
|  |                       |                       |                   |   |       |       |
|  |                       |                       |                   |   |       |       |
|  |                       |                       |                   |   |       |       |
|  | A1CHN Yin Xiaoyan     | 1                     |                   |   |       |       |
|  | A1CHN Yin Xiaoyan     | 1                     |                   |   |       |       |
|  | B2EGY Giana Farouk    | 1                     |                   |   |       |       |
|  | B2EGY Giana Farouk    | 1                     | A1CHN Yin Xiaoyan | 0 |       |       |
|  |                       |                       | A1CHN Yin Xiaoyan | 0 |       |       |
|  |                       | B1SRB Jovana Preković | 0                 |   |       |       |
|  | B1SRB Jovana Preković | B1SRB Jovana Preković | 0                 | 2 |       |       |
|  | B1SRB Jovana Preković |                       |                   | 2 |       |       |
|  | A2TUR Merve Çoban     | 0                     |                   |   |       |       |
|  | A2TUR Merve Çoban     | 0                     |                   |   |       |       |